# Villa Flor Serrana
Villa Flor Serrana es una localidad situada en el departamento Punilla, provincia de Córdoba, Argentina.
Se encuentra situada a 13 km de la RN 38, y a aproximadamente 60 km de la ciudad de Córdoba. Y solo a 4 km de Tanti y muy cerca de Villa Carlos Paz.
Entre sus atractivos turísticos se encuentran el Arroyo Cristal, el cual cuenta con piletas naturales propicias, cascadas, playas y ollas. También podemos encontrar lugares muy bellos y conocidos como la trompa del elefante, la garganta del diablo o también conocida como el trono del diablo, y por último la cascada más alta y famosa de Córdoba, Los Chorrilos. 
Se puede disfrutar de un lindo día en el río o andando en caballo apreciando las hermosas vistas y cabañas que posee Flor Serrana. Y a la noche puede ir a pasear a Villa Carlos Paz o Tanti que quedan muy cerca.

## Población
Cuenta con 50 habitantes (Indec, 2010), lo que representa un incremento del 11 % frente a los 45 habitantes (Indec, 2001) del censo anterior.
| Gráfica de evolución demográfica de Villa Flor Serrana entre 1991 y 2010 |
|                                                                          |
| Fuente: Censos nacionales del INDEC                                      |

## Historia
En cuanto a la historia el primer habitante fue el viejo Brockof, el cual es el supuesto fundador de Flor Serrana. Y tiene una estatua en el triángulo principal.  En su primera casa se encuentra el árbol más antiguo de la localidad.